# Zoran Janjetov
Zoran Janjetov (* 23. Juni 1961 in Subotica, Jugoslawien) ist ein serbischer Comiczeichner. Er lebt in Novi Sad.

## Leben
Janjetov studierte an der Kunstakademie in Novi Sad. 1986 war er als Colorist für Band 5 und 6 der Incal-Serie tätig. Schließlich wurde er von Jean Giraud beauftragt, die Serie als Zeichner fortzuführen. Mit dem Zyklus „Vor dem Incal“ entstanden sechs Alben, die zeitlich vor dem Hauptzyklus angelegt sind und die Jugendjahre des Protagonisten John Difool beleuchten. Ab 1997 arbeiteten Janjetov und der „Incal“-Autor Alejandro Jodorowsky wieder zusammen: Es entstand eine achtteilige Albenserie namens „Die Techno-Väter“.

## Alben
- Der Incal.
  - Carlsen Comics 1983–1991, Bände 7–8.
  - Reiner Feest Verlag 1992–2001, Bände 7–12.
- Die Techno-Väter. Egmont Ehapa Media im Imprint Feest Comics 1999–2007, Bände 1–8.
- Ogregod. Egmont Ehapa Media 2011–2012, Bände 1–2.
- Centaurus. Splitter 2015–2020, Bände 1–5.
- Die Waffen des Meta-Barons. Splitter 2019.